# RiskyKidd
RiskyKidd, pseudonimo di Shane Schuller (Londra, 17 giugno 1994), è un rapper britannico naturalizzato greco.
Ha rappresentato la Grecia all'Eurovision Song Contest 2014 con il brano Rise Up, in collaborazione con i Freaky Fortune.

## Biografia
Nato nella capitale britannica da padre tedesco e da madre giamaicana, RiskyKidd si è trasferito in Grecia con la famiglia all'età di 14 anni. L'11 marzo 2014 ha partecipato alla selezione del rappresentante greco per l'Eurovision cantando Rise Up, una collaborazione con il duo Freaky Fortune; sono stati decretati vincitori dal televoto e dalla giuria. All'Eurovision Song Contest 2014, che si è tenuto a Copenaghen, si sono qualificati dalla seconda semifinale e nella finale si sono piazzati al 20º posto su 26 partecipanti con 35 punti totalizzati.

## Discografia

### Singoli
- 2014 - Rise Up (con i Freaky Fortune)
- 2016 - Fire to the Night (feat. Enre)
- 2018 - Diamonds